# San Gaetano (Montebelluna)
San Gaetano è una frazione del comune di Montebelluna, in provincia di Treviso.

## Geografia fisica
La frazione è situata nella parte meridionale di Montebelluna, sotto la frazione Pieve (sede del comune), e confina a sud con  Trevignano.
Il centro viene identificato con la chiesa parrocchiale situata in via San Gaetano all'incrocio con via Giotto. A sud, nella zona confinante con Trevignano, si trovano diversi campi ad uso agricolo che caratterizzano il paesaggio e l'economia.

## Storia
La frazione di San Gaetano-Sant'Andrea in tempi antichi era nota come Basso Pieve e faceva parte della Pieve di S. Maria di Montebelluna. Essa era un territorio brullo e ghiaioso, povero a causa della mancanza di qualsiasi forma di acqua salvo quella che proveniva dalle precipitazioni piovose. Per ovviare a ciò la Repubblica di Venezia, che prese possesso dei territori del trevigiano dal 1338, nel 1456 fece costruire il "Branteon" che portava l'acqua del Piave da Pederobba alle assetate campagne della Bassa Pieve; un secolo dopo circa (1543) fu costruita la bretella di Fossalunga che attraversava la futura San Gaetano e ciò contribuì allo sviluppo dell'agricoltura grazie anche alle nuove colture provenienti dall'America, una su tutte il mais, e all'incremento della popolazione. 

Una delle prime presenze documentate a San Gaetano è quella della famiglia Contarini, proveniente da Venezia e che, agli inizi del 1500, lasciò un piccolo oratorio dedicato alla Madonna del Carmine. Oggi, in località Contarini di San Gaetano, c'è un capitello della famiglia Gallina tuttora dedicato al culto della Madonna del Carmine. Il nome di San Gaetano appare per la prima volta nella nostra frazione nel 1683 per merito della famiglia Rigamonti, che fece costruire un piccolo oratorio dedicato per l'appunto a San Gaetano Tiene, divenuto santo da poco (1671), come si può desumere dalla scritta in calce al registro dei Battezzati alla data del 12 agosto 1691, e precisamente:
(Registro Battezzati n. 6 .)

## Monumenti e luoghi d'interesse

### Chiesa parrocchiale di San Gaetano
Nel 1840 viene costruito il campanile vicino a un oratorio dedicato a san Gaetano. in cui già da qualche tempo veniva saltuariamente celebrata la messa.
Nel 1853 il vecchio oratorio viene demolito e al suo posto eretta la chiesa; essa presentava un corpo a pianta ottagonale con 4 semicappelle chiuso in alto da una cupola; erano presenti tre ingressi e, in corrispondenza di quello principale, rivolto verso via San Gaetano, venne addossato all'edificio un pronao con quattro colonne sull'esempio della facciata del Pantheon. Sulla parete opposta rispetto all'ingresso si apriva l'abside a pianta quadrata su cui era situato l'altare.
Il 15 novembre 1911, con decreto di Papa Pio X, si autorizza a conservare il Santissimo Sacramento nella chiesa di San Gaetano.
Dopo la prima guerra mondiale, visto che la popolazione di San Gaetano - Sant'Andrea continuava a crescere, nel 1922 si decise di ingrandire la chiesa. Furono erette due nuove navate, una sul lato sud (la cosiddetta parte degli uomini) e una più piccola a nord dell'altare (del coro), con annessa la nuova sacrestia; per esigenze logistiche la parte degli uomini venne edificata molto più lunga sia del precedente edificio (chiamato da allora tempietto) sia della parte del coro, in quanto queste ultime furono limitate dalla presenza di via San Gaetano e via Giotto. Da ciò deriva la forma particolare della chiesa.
Nel 1953 ricorre il primo centenario dell’oratorio, e nell’occasione le campane installate nel 1855 vengono sostituite con un concerto a tre (do-re-mi).

#### Lavori e restauro
I primi lavori di restauro avvennero dopo la fine del secondo conflitto mondiale, come il rifacimento del tetto della chiesa e la sua tinteggiatura.
Nell'estate del 2017 la chiesa è stata completamente restaurata, soprattutto nella parte storica del tempietto e dell'altare.